# Fathi Hassan
 (juin 2022).
Si vous disposez d'ouvrages ou d'articles de référence ou si vous connaissez des sites web de qualité traitant du thème abordé ici, merci de compléter l'article en donnant les références utiles à sa vérifiabilité et en les liant à la section « Notes et références ».
Fathi Hassan (né en 1957) est un peintre africain, né dans une famille d'Égypte et du Soudan. Connu comme étant l'un des principaux représentants de l'art africain contemporain, il vit aux États-Unis et en Italie.
En 1988, il est le premier artiste à représenter le continent africain à la Biennale de Venise. Il a depuis été mentionné comme le père de l'art africain contemporain[réf. nécessaire].

## Biographie
Il est le premier artiste africain à la Biennale de Venise, ouvrant la voie à de nouvelles promesses du continent africain qui sont récemment appréciés par de plus en plus d'attention et d'intérêt.
Le père de Hassan est soudanais, sa mère Fatma originaire de Toshka (Kom Ombo - Haute-Égypte). Une grande inondation transforme complètement le mode de vie de la famille et est l'intervention de l'UNESCO que les zones détruites sont partiellement guéries. Il est la tradition matriarcale de cette zone à l'origine de la mentalité artistique de Fathi (Akkij). Le Caire sera l'endroit où ils vont vivre sa famille et les grands-parents: de bien-off propriétaires deviendront de simples travailleurs. Une bourse d'études en 1979 est l'occasion pour l'entrée à l'Académie des Beaux-Arts de Naples, où il est inscrit[réf. nécessaire].
Il est diplômé en 1984 avec une thèse sur Influence de l'art africain dans le cubisme. En 1988, le critique d'art Achille Bonito Oliva est son promoteur à la XXIII Biennale de Venise, où il a participé à la "Open Space 1988», qui va décider de son succès[réf. nécessaire].
Le Smithsonian Institute à Washington, il le place parmi les artistes de "Textures, mot et le symbole de l'art africain contemporain"[réf. nécessaire].
Le Metropolitan Museum of Art de New York les catalogues dans la "Génération Jeunesse"[réf. nécessaire].

## Conservation
Les œuvres de Fathi Hassan sont présents dans plusieurs musées, y compris:
- MOMA, New York, États-Unis
- British Museum, Londres
- Barjeel art Foundation, Maraya Art Centre, Al Qasba,  Sharjah, Émirats arabes unis (collection privée Sultan Al-Qassemi Sooud)
- Qatar Foundation,  Galería VCUQatar, Ciudad de la Educación, Doha, Qatar (collection privée Cheikh Hamad ben Khalifa Al Thani)
- Farjam Foundation, Dubai, Émirats arabes unis
- National Museum of African American History and Culture, Washington, États-Unis
- National Museum of African Art, Smithsonian Institution, Washington, États-Unis
- Musée national de l’histoire et de la culture afro-américaine, Smithsonian Institution, Washington, États-Unis
- Victoria and Albert Museum, Londres
- Fowler Museum, Los Angeles, États-Unis
- Museo Arnhem, Pays-Bas
- University Museum Clark Atlanta, Géorgie, États-Unis
- MAU Museo d'arte urbana, Torino

## Œuvres notables
- Santa Rania, acrylique et sable sur panneau de bois, 40 × 30 cm, 1999
- San Muanga, acrylique et sable sur panneau de bois, 40 × 30 cm, 1999
- Santa Murita, acrylique et sable sur panneau de bois, 40x30 cm, 1999
- San Munir, acrylique et sable sur panneau de bois, 40x30 cm, 1999
- Magic Face, acrylique et sable sur panneau de bois, 40x30 cm, 1999
- Face of Afica, huile sur toile, 40x30 cm, 1999
- The wounds that need to heal, pigments sur toile, 100x100 cm, 1999
- African Alien, technique mixte sur panneau de bois, 50x40 cm, 1998
- Santa Ruan, acrylique et sable sur toile, 35x40 cm, 1998
- Santa Nabila, huile sur toile, 30x24 cm, 1998
- Santa Adila, huile sur toile, 30x24 cm, 1998
- San Tarig, huile sur toile, 30x20 cm, 1997
- San Ammao, huile sur toile, 30x20 cm, 1997
- Santa Tamanni, huile sur toile, 100x150 cm, 1997
- Thinking of Tata, acrylique et sable sur toile, 100x100 cm, 1997
- Box of dreams, acrylique et sable sur toile, 100x100 cm, 1997
- Santa Eleiham, acrylique et sable sur toile, 35x30 cm, 1996
- Santa Kausar, acrylique et sable sur toile, 35x30 cm, 1996
- Persecution, huile et sable sur toile, 35x30 cm, 1996
- The tale of Mina, pigments sur toile, 50x40 cm, 1995
- Mansur, technique mixte sur toile, 60x50 cm, 1988
- The magic room of Gazar, pigments sur toile, 240x255 cm, 1985
- The tale of Kha, pigments sur toile, 75x75 cm, 1984
- Terrestrial concept, pigments sur toile, 80x80 cm, 1983

## Expositions
Principales expositions en solo depuis 2006[pourquoi ?]:
2014
- Fathi Hassan: The Depth of Hope, VCU Qatar Gallery, Education City, Qatar Foundation for Education, Science and Community Development, Doha, Qatar

2010
- Fathi Hassan: Haram Aleikum, Rose Issa Projects al Leighton House Museum, Londres
- Black is Beautiful, Galleria Black, Bologne
- Nigger, Palazzo del Duca, Senigallia
- Tasaheel, Centro d'Arte L'idioma, Ascoli Piceno

2009
- Working Week, MQ91 Art Project Space, Berlin
- Invites, Museum Arnhem, Pays-Bas
- Leave the Prophets, Villa Pisani, Stra, Veneto
- Containers of Light, Art Andrea, Vicenza
- The Combination of Living, Espace Maria Sorgato, Venise
- Adreatica, Permariemonti Gallery, Civitanova Marche
- In Any Order, San Gemini, Umbria
- Arabian World Festival, San Severina, Cortona
- Water, The Music, Soul, Auditorium San Margherita, Venise
- Kenuz, Domus Artis Gallery, Naples
- Africa Dreams, Gallery Genus, San Benedetto del Tronto, Marche

2007
- Inscribing Meaning, Fowler Museum, Los Angeles e Smithsonian Museum of African Art, Washington
- Musk, Benciv Art Gallery, Pesaro
- The Temple of Wind, Gallery Genus, San Benedetto del Tronto
- Ancient Kilns, Migration of Dreams, Macerata City, Macerata
- The Sandman, Manor Gallery, Rome

2006
- Mummy Mama, Teatro della Fortuna, Fano

2002
- The Smithsonian National Museum of African Art, Washington

## Publications
Publications de 1984[pourquoi ?] à ce jour :
2010
- Fathi Hassan, édité par Rose Issa
- Arabicity, édité par Rose Issa
- Arabicity: Such a Near East, édité par Rose Issa
- The group shows Arabicity, Bluecoat Arts Centre, Liverpool
- Beirut Exhibition Center, Lebanon

2008
- Dakar Biennial
- A solo show, Museo Nazionale Villa Pisani, Venise

2007
- Un Mare di Arte, di Tahar ben Jalloun, catalogo della mostra, Palazzo Sant’Elia, Palerme (Il Cigno Edizioni)
- Le Marche e il XX Secolo, autori vari, Città Motta Editore

2006
- Text Messages, October Gallery, Londres
- Fathi Hassan, a History of Containers, di Morag McCarron e Rose Issa, catalogo della mostra, Benciv Art Gallery, Pesaro (Edizioni della Rovere)
- Fabric Art, I Misteri di ERGON, di Gabriele Perretta, catalogo della mostra, Latina, Palazzo M (Mimesis editrice)
- Natura: Morte e Risurrezione, di Marisa Vescovo, Stefania Pignatelli, e Lucrezia De Domizio Durini, catalogo della mostra, Villa Saghetti Panichi, Ascoli

2005
- Modern Egyptian Art: 1910-2003, Liliane Karnouk, American University, Cairo Press
- Textures: Word and Symbol in Contemporary African Art, exhibition catalogue, The Smithsonian National Museum of African Art, Washington
- Creature di Sabbia, Maurizio Sciaccaluga, Fano, Edizioni Della Rovere
- Dagli anni ’80 in poi: il mondo dell’arte contemporanea in Italia, Giulio Ciavoliello, Artshow Edizioni, Milan and Juliet Editrice, Trieste

2004
- Palermo, La Sicilia e gli Arabi, Lorenzo Zichichi e Norberto Sicuri, Loggiato San Bartolomeo, Palerme

2003
- Illustrateurs arabes de livres pour enfants, Institut du Monde arabe, Paris
- Luoghi d’affezione, paesaggio-passaggio, Hôtel de Ville, Bruxelles
- Afriche, Diaspore, Ibridi: Il Concettualismo Come Strategia dell'arte Africana Contemporanea, Eriberto Eulisse, Forum for African Arts, Officina Grafica LITOSEI, Bologne
- History, Words and Books in Modern Egyptian Art: 1910-2003, Liliane Karnouk, The American University in Cairo Press

2002
- Installation, The Smithsonian National Museum of African Art, Washington
- Una Babele Postmoderna: Realtà e allegoria nell’arte italiana degli anni ’90, Edoardo di Mauro, Palazzo Pigorini e Galleria San Ludovico, Parme
- Fathi Hassan: La sostanza dell’anima, Benciv Art Gallery, Edizioni Della Rovere, Pesaro
- Fathi Hassan, Enrico Crispolti, Edizioni della Rovere

2001
- Immaginazione Aurea, Enrico Crispolti, Mole Antonelliana, Ancona
- Fra Cielo e Terra, by Angelo Capasso, Galleria Pio Monti, Rome
- Fathi Hassan: La sostanza dell’anima, Benciv Art Gallery, Edizioni Della Rovere, Pesaro
- Images of Writing, Writing of Images: The Work of Fathi Hassan, Eulisse, Nka: Journal of Contemporary African Art, 2001

2000
- Fathi Hassan, Achille Bonito Oliva e Luigi Meneghelli, Charta
- Fathi Hassan, Enrico Crispolti, Edizioni Della Rovere
- Transafricana, San Giorgio in Poggiale, Bologne
- Fathi Hassan - Contenitore di Sogni, by A. B. Oliva, Centro Arti Visive “Pescheria”, Edizioni Charta, Milano, Pesaro
- Alleviare irrefrenabili impulsi, Pietro Finelli e Fabrizio Desideri, Università di Pavia, Edizioni Gabriele Mazzotta, Pavia

1999
- Fathi Hassan: Beata Africa, Galleria Una Arte, Fano

1997
- I Kedissen, Luigi Meneghelli, Fiorile Arte, Bologne
- Artinceramica, exhibition catalogue, Scuderie di Palazzo Reale, Electa Editore, Naples
- Và Pensiero: Arte Italiana 1984-86, Edoardo Di Mauro, Musei Civici, Turin
- 3-DIME, Alfredo De Paz and Fabiola Naldi, Fiorile Arte, Bologne

1996
- Africana, Mary Angela Schroth, Gianni Baiocchi and Olu Oguibe, Sala Uno, Rome
- Simbolica: pittura italiana di fine secolom Edoardo Di Mauro, Fiera di Pordenone, Pordenone
- La Dimora degli Dei, Luigi Meneghelli, Villa Anselmi-Barcanovich, Verona
- Laboratorio Politico di Fine Secolo, Gabriele Perretta, Per Mari e Monti, Rome

1995
- Contemporary Egyptian Art, Liliane Karnouk, American University in Cairo Press
- Fathi Hassan: Containers of Dreams, Morag McCarron, Annina Nosei Gallery, New York
- Hassan (Contenitori di Memoria), Gabriele Perretta e Francesca Pietracci, Ronchini Arte Contemporanea, Terni
- Cose dell’Altro Mondo, Laura Cherubini, Trevi Flash Art Museum, Trevi
- Calligrafie, Flaminio Guardoni and Nino Leone, Palazzo Fazio, Capua
- Fvror Popoli, Forvm Popoli, Galleria Monti Romae, Rome
- Dopo Ripe, Massimo Bignardi, Edizioni Quattro Venti, Urbino

1994
- In Trance, by Francesca Pietracci, Annina Nosei Gallery, Rome
- Ritratto Autoritratto, Francesca Monti, Trevi Flash Art Museum, Palazzo Lucarini, Trevi
- Il Vento nella Scrittura, Achille Bonito Oliva, Lucilla Sacca, Roberto Sanesi, and Giampiero Comoll, Adriano Parise Editore, Verona

1992
- Ter – Dislocazioni dell’Arte, Galleria Civica d’Arte Contemporanea, Termoli

1991
- Akhanaton, Sette pittori del moderno Egitto, Carmen Siniscalco, Galleria civica d’arte moderna Palazzo dei Diamanti, Ferrara
- Passo dell’ uomo leggero, Claudio Cerritelli, Cava de Tirreni

1990
- Artefax, Claudio Cerritelli, Galleria d’Arte Moderna, Bologne

1989
- Duttità dello Spazio, Massimo Bignardi, Galleria Habitat, San Severo
- La Seduzione del Reale, Massimo Bignardi, Palazzo Comunale, Treia
- Fathi Hassan, Chafik Chamass, xhibition catalogue,La Part du Sable, Caire
- Fathi Hassan: Periplo intorno all’Africa, by Arcangelo Izzo, Maschio Angioino, Naples

1988
- Catalogue, Biennale di Venise
- Confronto Indiscreto, Enrico Crispolti, Accademia d’Egitto, Rome
- No Wall in Berlin, Ufa-Fabrik, Berlin
- Fathi Hassan, Campanotto Editore, Udine

1986
- Nuove Tendenze in Italia, Edoardo Di Mauro, Centro Grisanti, Milan
- Emozionalità del Quotidiano, Massimo e Fiorillo Bignardi and Patrizia Ada, Cava dei Tirreni, Edizione Il Campo

1984
- Città senza confine, Comune di Pomigliano d’Arco, Naples